# 루카스 클로스테르만
루카스 마누엘 클로스테르만(독일어: Lukas Manuel Klostermann, 1996년 6월 3일 ~ )은 독일의 축구선수로 포지션은 라이트백이다. 현재 분데스리가의 RB 라이프치히에서 활약하고 있다.

## 클럽 경력
2014년 8월 클로스테르만고 VfL 보훔의 계약이 성사되지 않았음이 발표되었다. 이후 2014년 8월 22일 클로스테르만은 RB 라이프치히로 이적했으며, 계약 기간은 4년이었다.

## 수상 이력

### 국가대표
독일 올림픽
- 올림픽 축구: 2016 은메달